# Choszczeńska strucla z makiem
Choszczeńska strucla z makiem – ciasto typu makowiec, regionalny produkt charakterystyczny dla powiatu choszczeńskiego. 29 kwietnia 2014 wpisany na polską listę produktów tradycyjnych w kategorii "wyroby piekarnicze i cukiernicze".

## Historia i produkcja
Receptura na ciasto została przywieziona na tereny powiatu choszczeńskiego przez repatriantów z Polski wschodniej w końcu lat 40. XX wieku. Strucla była na Kresach Wschodnich wytwarzana już w latach 30. XX wieku. Początkowo wypiekana była w okolicy Wrzosowa i Bań, a od lat 70. XX wieku stała się popularna w Choszcznie, ponieważ w 1970 wzniesiono tutaj nową piekarnię. Wywiad etnograficzny potwierdza, że wypiek miał na pewno ugruntowaną pozycję w mieście w roku 1973. Receptura nie była zmieniana przez dziesięciolecia, w produkcji przemysłowej zastosowano jedynie elektryczne mieszalniki. Stosuje się też różne rodzaje margaryny.

## Charakterystyka produktu
Ciasto drożdżowe sporządzane jest z mąki, margaryny, cukru, jaj i mleka. Do wytwarzania stosuje się miód z okolic Choszczna. Pozostawia się je do wyrośnięcia, potem dzieli na porcje i rozwałkowuje na prostokąty wypełniane masą makową, które są następnie rolowane. Podłużny wałek strucli zawijany jest w papier i umieszczany w piecu lub piekarniku na około 45 minut. Po wypieczeniu ciasto jest dekorowane bakaliami i lukrowane.
Kształt ciasta przypomina wałek długości około czterdziestu centymetrów, a w przekroju jest ono owalne lub koliste. Kolor z zewnątrz jest biały (od lukru), z widocznymi kolorowymi dodatkami bakalii. Wewnątrz barwa ciasta jest słomkowa, a maku grafitowa. Konsystencja jest jednolita, drobnoporowata. Masa makowa ma zwartą konsystencję, z widocznymi bakaliami, m.in. rodzynkami, czy orzechami. Smak jest delikatny, słodki z wyczuwalną nutą miodu.